# 17855 Geffert
17855 Geffert è un asteroide della fascia principale. Scoperto nel 1998, presenta un'orbita caratterizzata da un semiasse maggiore pari a 3,0963404 UA e da un'eccentricità di 0,1478510, inclinata di 5,18925° rispetto all'eclittica.
L'asteroide è dedicato all'astronomo tedesco Martin Geffert, uno dei fondatori dell'osservatorio autore della scoperta.